# مدينة الحياة والموت (فلم)
مدينة الحياة والموت (بالصينية:南京！南京！) وتنطق بالمدرانية الصينية (Nánjīng! Nánjīng!) ، أي نانجينغ ! نانجينغ ! ، هي فيلم صيني أنتج عام 2009م، وتتحدث الفيلم عن مذبحة نانجنغ الشهيرة.

## قصة فيلم
مدينة نانجينغ كانت عاصمة جمهورية الصين الوطنية في ذلك الوقت، وتعرضت لسقوط رهيب شهر مارس عام 1937م، وتصور الفيلم عملية دخول الجيش الإمبراطوري الياباني ويقومون بقتل جماعي بحق الصينيين والأسرى الجيش الصيني.

## الممثلون
- ليو ياي في دور لو جيانغ زيون.
- غاو يوان يوان في دور جيانغ شويون.
- فان ياي في دور تانغ تانغزيون
- فان ويي في دور تانغ تاين زيونغ
- ناكايزومي هايدو في دور كادوكاوا ماساو
- كوين لان في دور مادام زاو
- سام فاوتوس في دور دوردين.
- كوهاتو ريو في دور إدا أوسامو
- مياموتتو يوكو في دور يوريكو
- بيفيرلي بيكوس في دور ميني فاوترين.

## وصلات خارجية
- مدينة الحياة والموت على موقع IMDb (الإنجليزية)
- مدينة الحياة والموت على موقع ميتاكريتيك (الإنجليزية)
- مدينة الحياة والموت على موقع روتن توميتوز (الإنجليزية)
- مدينة الحياة والموت على موقع نتفليكس (الإنجليزية)
- مدينة الحياة والموت على موقع ألو سيني (الفرنسية)
- مدينة الحياة والموت على موقع Turner Classic Movies (الإنجليزية)
- مدينة الحياة والموت على موقع أول موفي (الإنجليزية)
- مدينة الحياة والموت على موقع بوكس أوفيس موجو (الإنجليزية)
- مدينة الحياة والموت على موقع فيلمافينيتي (الإسبانية)
- مدينة الحياة والموت على موقع قاعدة بيانات الأفلام السويدية (السويدية)